# Mahmoud Cherif Bassiouni
Mahmoud Cherif Bassiouni (Il Cairo, 19 dicembre 1937 – Chicago, 25 settembre 2017) è stato un giurista egiziano naturalizzato statunitense.

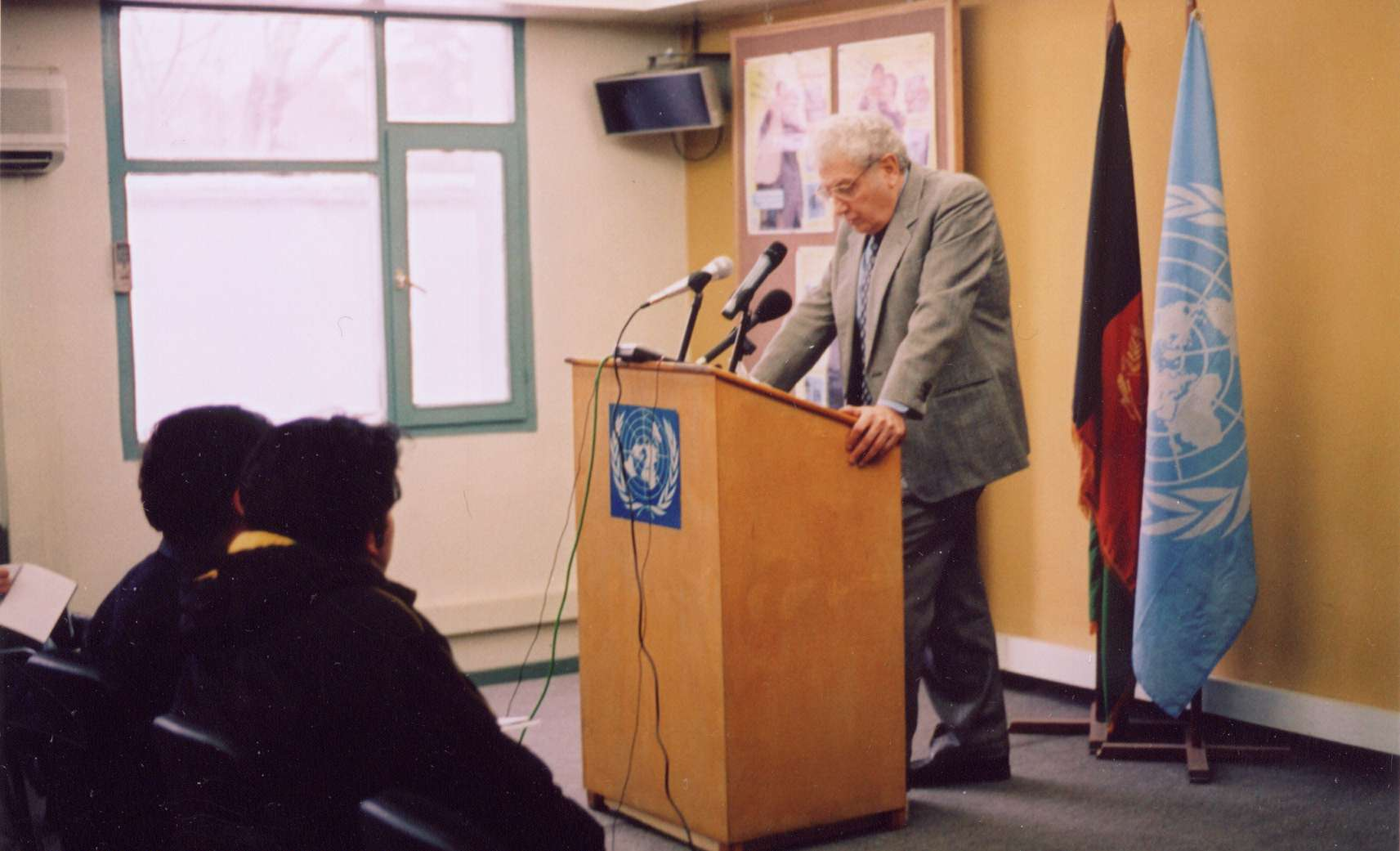
M. Cherif Bassiouni (2005)

Dal 1964 al 2012 è stato docente universitario presso la DePaul University ed è considerato uno dei massimi esperti nel campo del diritto penale internazionale, lo sviluppo del quale ha influenzato in modo significativo. I riconoscimenti che ha ricevuto comprendono il Premio dell'Aia per il diritto internazionale, i dottorati onorari di varie università, la Gran Croce al merito della Germania e la Legion d'onore francese.

## Biografia
Cherif Bassiouni nacque a Il Cairo nel 1937 da un diplomatico egiziano e, dopo aver studiato legge in Francia, si arruolò nell'esercito egiziano. Nel 1956, fu ferito durante il conflitto militare della crisi di Suez. Dopo un breve lavoro per il presidente Gamal Abdel Nasser, continuò i suoi studi all'Università del Cairo. Fu seguito, nel 1962, da sua madre negli Stati Uniti, dove nel 1964 conseguì un Juris Doctor presso la Facoltà di Giurisprudenza dell'Università dell'Indiana e due anni dopo un Master of Laws alla John Marshall Law School di Chicago e, nel 1967, divenne cittadino statunitense. 
Si laureò presso la George Washington University nel 1973 con un SJD. Dal 1964 fino alla sua pensione, nel 2012, è stato docente universitario presso la DePaul University, dove si è specializzato in diritto penale internazionale e nel 1990 è stato uno dei fondatori dell'International Human Rights Law Institute, che ha diretto dal 1990 al 1997. Nel 1972, Cherif Bassiouni è stato uno dei fondatori dell'International Institute of Higher Studies in Criminal Sciences (ISISC) con sede a Siracusa, in Italia, dove ha ricoperto il ruolo di dirigente dal 1972-1989 e poi di Presidente fino ad oggi. È stato anche Segretario Generale dell'Associazione Internazionale di Diritto Penale (L'Association Internationale de Droit Penal), Parigi, Francia, dal 1974-1989 e come Presidente per tre mandati quinquennali dal 1989 al 2004 quando è stato eletto Onorario Presidente. Ha anche lavorato come consulente per la sua terra d'origine, l'Egitto, diverse volte, anche alla fine degli anni '70 nei negoziati sugli Accordi di Camp David. Per le Nazioni Unite, è stato membro di numerosi comitati e commissioni investigative, tra cui, nel 1978, il comitato di esperti per redigere la Convenzione delle Nazioni Unite contro la tortura, nel 1993/1994 la commissione di esperti per indagare sulle violazioni dei diritti umani nell'ex Jugoslavia e nel 1995 il comitato preparatorio per il Tribunale penale internazionale. È morto il 25 settembre 2017 a 79 anni.

## Premi e riconoscimenti
Per il suo lavoro, Cherif Bassiouni ha ricevuto il Premio dell'Aia per il diritto internazionale nel 2007 e il Wolfgang Friedmann Memorial Award dalla Columbia University Law School nel 2012. L'Università di Torino (1981), l'Università di Pau (1986), la Niagara University (1997), la National University of Ireland, Galway (2001), la Catholic Theological Union (2009), la Case Western Reserve University (2010), la l'Università di Gand (2011), l'Università di Tirana (2013) e l'Università di Salisburgo (2013) gli hanno conferito un dottorato onorario. Nel 2014 gli è stata assegnata la medaglia Goler T. Butcher. 
Inoltre, è stato insignito dell'Ordine al merito della Repubblica italiana nei livelli di Commendatore (1976), Grande ufficiale (1977) e Cavaliere di gran croce (2006), della Grande medaglia d'oro per i servizi alla Repubblica d'Austria (1990), dell'Ordine al merito di Germania (2003), della Legione d'Onore francese e commendatore dell'Ordine delle Palme accademiche.

## Opere (selezione)
- Crimes against Humanity in International Criminal Law. Den Haag e Boston 1999
- (EN) Introduction to international criminal law, Leiden, Martinus Nijhoff Publishers, 2014, ISBN 9789004264977, OCLC 878189722.
- International Extradition: United States Law and Practice. Dobbs Ferry 2007
- International Criminal Law. Drei Bände. Leide 2008
- The Pursuit of International Criminal Justice: A World Study on Conflicts, Victimization, and Post-Conflict Justice. Anversa e Portland 2010